# Cipriano del Mazo
Cipriano del Mazo Gherardi (Huelva, 1827-Londres, 1904) fue un político, diplomático y periodista español.

## Biografía
Nació en 1827 en Huelva. Hombre político, fue representante del país en el Senado y el Congreso, además de embajador de España en Lisboa, Roma y Londres. Del Mazo, que aparentemente durante el reinado de Isabel II evolucionó desde el apoyo a los moderados a inscribirse en la órbita de la Unión Liberal, dirigió en Madrid el periódico El Occidente (1856-1860) y colaboró, entre otras publicaciones periódicas, en el diario La Época. Falleció el 1 de abril de 1904 en Londres. Fue tío del también político Manuel de Burgos y Mazo.